# Vimmerby
Vimmerby es una pequeña ciudad del sur de Suecia. Ubicada a unos 290 kilómetros al sur de Estocolmo. Rodeada de bosques y pequeños lagos. Cuenta con cerca de 8.000 habitantes. Fundada durante el siglo XIV de nuestra era, el área central aún posee la forma original desde su fundación. Es famosa por ser cuna de la autora de cuentos para niños Astrid Lindgren y en donde además se desarrolló un parque temático al respecto, el Astrid Lindgrens Värld (el mundo de Astrid Lindgren). En verano llegan miles de visitantes (principalmente familias) procedentes de Alemania, Dinamarca, Noruega y de la propia Suecia.
- Datos: Q634231
- Multimedia: Vimmerby / Q634231